# 13497 Ronstone
13497 Ronstone è un asteroide della fascia principale. Scoperto nel 1986, presenta un'orbita caratterizzata da un semiasse maggiore pari a 2,3209154 UA e da un'eccentricità di 0,2312890, inclinata di 23,33547° rispetto all'eclittica.